# Salwan Momika
Salwan Sabah Matthew Momika (Arabisch: سلوان صباح ماثيو موميكا; Syrisch: ܣܠܘܢ ܨܒܚ ܡܬܝ ܡܘܡܝܟܐ) (Qaraqosh, 23 juni 1986 – Södertälje, 29 januari 2025) was een Iraaks-Zweedse activist en vluchteling. Hij behoorde tot de Aramese christelijke minderheid in Irak, een groep die historisch onderdrukt en vervolgd is. Salwan werd internationaal bekend door zijn demonstraties waarbij hij de Koran verbrandde en ontwijdde. Zijn acties leidden tot wereldwijde discussies over vrijheid van meningsuiting, religieuze tolerantie en politieke spanningen.

## Biografie

### Jeugd en achtergrond
Momika werd geboren in Qaraqosh, een overwegend Aramese stad in het gouvernement Ninawa in Noord-Irak. Hij groeide op binnen de Syrisch-Katholieke Kerk. Tijdens de Opstanden in Irak sinds 2003 sloot hij zich aan bij de Aramese Patriottische Partij en werkte als beveiligingsbeambte in Mosoel.

### Vlucht naar Zweden
In april 2018 arriveerde Momika in Zweden, waar hij asiel aanvroeg. In april 2021 werd hij erkend als vluchteling en vestigde hij zich in Järna, een gemeenschap ten zuiden van Stockholm.

### Koranverbrandingen en controverses
Op 29 juni 2023 organiseerde Momika een demonstratie voor de grootste moskee van Stockholm, waar hij een exemplaar van de Koran verbrandde. Dit leidde tot internationale verontwaardiging en diplomatieke spanningen tussen Zweden en verschillende islamitische landen, waaronder Irak en Pakistan.
In de maanden daarna organiseerde hij meerdere soortgelijke protesten, ondanks kritiek en bedreigingen. De Zweedse Migratiedienst kondigde in november 2023 aan dat zijn verblijfsvergunning zou worden ingetrokken en dat hij mogelijk uitgezet zou worden naar Irak.

### Dood
Op 29 januari 2025 werd Momika vermoord in Södertälje, een stad met een grote Aramees christelijke gemeenschap. De aanval vond plaats tijdens een live-uitzending op TikTok, wat direct internationale aandacht trok. De moord wordt door velen gezien als een gevolg van de controverse rond zijn activisme.